# Patum de Berga
La Fiesta de la Patum de Berga es una celebración tradicional que se realiza durante las fiestas del Corpus Christi en la localidad española de la región catalana de Berga. Ha sido declarada por la Unesco Patrimonio Cultural Inmaterial de la Humanidad el día 25 de noviembre del año 2005 e inscrita en 2008 en su lista representativa y por ello elegida automáticamente como Tesoro del Patrimonio Cultural Inmaterial de España junto al Misterio de Elche. Anteriormente, en el año 1983 fue declarada por la Generalidad de Cataluña fiesta tradicional de Interés Nacional. La Patum fue fundada a finales del siglo XIV como una fiesta de carácter esencialmente popular y se encuentra documentada desde el año 1525.
La celebración consiste en diversas representaciones de figuras místicas y simbólicas, que bailan al ritmo de la música y los tambores. Los bailes se caracterizan por su solemnidad, así como por la utilización de fuego y artefactos pirotécnicos. 
El miércoles anterior, víspera del jueves de Corpus, el tabal (pregonero de la fiesta) y los gigantes recorren la ciudad anunciando el comienzo de las fiestas. Más tarde comienza el drama mímico, dividido en varios actos, que representan las intensas luchas de los cristianos contra los árabes ; al arcángel San Miguel que, ayudado por ángeles, lucha contra Lucifer y sus diablos; o las burlas contra el caudillo árabe Abul-Afer o Bullafer, conquistador de la zona. En cambio, el acto del águila expresa la satisfacción de Berga por haber acabado con el dominio feudal y pasar a depender directa y exclusivamente del rey.
Las fiestas tienen lugar desde el miércoles, víspera del Corpus, hasta el domingo siguiente. El viernes, día siguiente del propio Corpus, se realiza una Patum infantil, en una versión adaptada para niños.

## La fiesta
La comparsería de la Patum, aun habiendo sufrido una importante superposición de significados a lo largo de su historia, conserva reminiscencias de prácticas precristianas, en los rituales de vegetación y de regeneración genésica que sustentan el ciclo de mayo, prácticas que la Iglesia Católica asimiló, readaptó e integró parte de este ceremonial primigenio, convirtiéndolo en un vehículo de cristianización.
Los orígenes de la Patum deben buscarse en la celebración de Corpus Christi, fiesta nacida en el siglo XIII y universalizada en 1316 por el papa Juan XXII. En la ciudad de Berga la referencia documental más antigua conservada de la festividad del Corpus y su procesión corresponde al 20 de mayo de 1454, se inspira en la misma fiesta celebrada en Valencia desde 1355.
Desde sus inicios, la procesión de Corpus empezó a integrar una serie de escenificaciones, que con el paso del tiempo se llamaron entremeses, que tenían como objetivos principales la educación y la moralización de los que observaban el séquito. Muchas veces, estas escenificaciones eran simples cristianizaciones de elementos paganos preexistentes, los cuales, fueron readaptados y acabaron representando diferentes pasajes de las sagradas escrituras, adquiriendo su carácter procesional definitivo.
Estos entremeses, con el paso de los años, fueron obteniendo entidad propia y ganando adeptos entre el pueblo, más por su vertiente lúdica que por su carácter aleccionador, quedando solo las partes más festivas. Estas muestras festivas protagonizadas por los mismos entremeses que tomaban parte en la procesión derivaron posteriormente en la "Bulla o bullicio del Santísimo Sacramento", precedente de la actual Patum. Así tras la procesión de Corpus, se realizaban dos actos claramente diferenciados: la Procesión propiamente dicha, venerando el Santísimo Sacramento y la Iglesia Católica, y la Bulla, con un carácter puramente civil y laico y destinada a honrar y homenajear a las autoridades civiles.
Según el destacado folclorista Joan Amades: 

"el conjunto de La Patum constituye un espectáculo de teatro popular verdaderamente notable y, con toda probalidad, único. Nosotros no conocemos ningún otro lugar donde se conserven en estado tan activo episodios y elementos de los entremeses antiguos, que formen un conjunto tan armónico, ni que resulten tan espectaculares, siempre, naturalmente, en el plano de simplicidad que comporta el teatro de plaza. El conjunto de La Patum es un notable documento de valor arqueológico, dentro de las representaciones que habían contribuido al esplendor de la fiesta eucarística".

### Duración y periodicidad
La Patum de Berga se celebra una vez al año. La fecha de celebración es variable por el hecho de coincidir con la festividad del Corpus Christi. Por lo que la Patum se celebra entre finales del mes de mayo y finales del mes de junio. Los actos centrales de la fiesta tienen lugar durante la semana del Corpus, de miércoles a domingo. Hay, sin embargo, unos actos preliminares, de anuncio de las fiestas, que se hacen las semanas anteriores a la festividad del Corpus y que se han mantenido. El primero de estas actos preliminares tiene lugar tres domingos antes de Corpus: el Domingo de la Ascensión. el Segundo, el domingo inmediatamente anterior: el Domingo de la Santísima Trinidad.
La fiesta, propiamente dicha, tiene cinco días de duración y comienza siempre en miércoles (día anterior al jueves de Corpus) y termina el domingo.
Los principales actos de cada día son:
- Miércoles: Passada al mediodía y por la noche en honor a las autoridades.
- Jueves: Patum de lluïment al mediodía y tandas de Patum «completa» con tirabols por la noche.
- Viernes: Patum infantil de lluïment al mediodía y tandas Patum infantil «completa» con tirabols por la tarde.
- Sábado: Entrega de los títulos de «Patumaire» y «Patumaire»  de Honor y passada al mediodía y por la noche en honor a los administradores y las plazas de Berga.
- Domingo: Patum de lluïment al mediodía y tandas de Patum «completa» con tirabols por la noche.

## Actos principales

### Quatre Fuets
Los Quatre Fuets consisten en dos salts de maces llevados a cabo el domingo de la Santísima Trinidad, con el objetivo de probar los fuets y  marcar el inicio de la celebración.

### Patum «completa»
La Patum completa es el acto de mayor afluencia y popularidad de la fiesta, teniendo lugar el jueves y domingo por la noche. Participan todas las comparsas varias veces, con  cuatro actuaciones por comparsa, a excepción de los plens, que sólo salen dos veces. Cuando acaba el segundo salt de plens, se celebran los tirabols.

### Patum delluïment
Tiene lugar el jueves y el domingo a las doce del mediodía. previamente a este acto, los músicos van a buscar a los administradores, que son llevados a una misa, cuando ésta acaba, es interpretado el himno de Berga y junto con el resto de comparsas, se dirigen hacia el ayuntamiento. Otra de las principales características de este acto es que las maces tienen música en su actuación, en vez de saltar con el ruido del tabal. Los gegants también realizan una actuación ligeramente diferente a las de la Patum «completa». Se realiza una actuación por comparsa, sin plens y con tirabols al finalizar.

### Passada
La Passada o Passacarrers tiene lugar el miércoles y sábado, al mediodía y por la noche, después de dos salts de maces, guites y gegants el miércoles, y de un salt de las mismas comparsas el sábado.  Las comparsas van pasando por un recorrido y parándose en varios puntos para realizar actuaciones y bailes.
En la primera passada, los cuatro gegants y el Tabal marcan el inicio de las fiestas, invitando a la población a participar.
En la segunda passada, los gegants vells, el Tabal, las maces y las guites van por un recorrido eleigido por las autoridades locales.
El sábado, los gegants vells, el Tabal, las maces y las guites van por un recorrido elegido por los administradores, recorriendo gran parte de la ciudad.

### Patum infantil
La Patum infantil tiene lugar el viernes de corpus y se realizan los mismos actos que en la Patum, con la diferencia de que las figuras tienen un aspecto diferente y son de menor tamaño para que puedan ser llevadas por niños. Fue oficializada en 1964.

## Actos alternativos

### Patum de la Pietat
A principios del s. XX, empezaron a aparecer diversas patums de barrio, de todas estas, las únicas que se conservan hoy en día son las de los barrios de La Pietat y la Creu d'Avià. Se celebra aproximadamente dos semanas antes de corpus, siendo la primera en el año 1962.

### Patum dels Torrats
Aunque no se trata de un acto en sí mismo, la Patum dels Torrats, dels Pobres o dels Borratxos es la representación de la comparseria y de los bailes, por parte de los asistentes, poco después del final de los Tirabols.

## Comparsas

### El Tabal
Es la persona que con un gran timbal (tabal) que pregona las fiestas. Lo hace el domingo de la Ascensión y, por segunda vez, el domingo de la Trinidad. La vigilia del Corpus, al mediodía, vuelve a repicar, esta vez acompañado por los Gigantes. Se dice que su sonido es el que da nombre a la Patum. Según cuenta la tradición, el timbal tiene la magia de poder despejar las nubes y aclarar el tiempo. También se dice que cualquier bergadano que se encuentre fuera de su ciudad, por muy alejado que esté, si el día de la Ascensión acerca su oído al suelo podrá escuchar el sonido del timbal.

### Els Turcs i Cavallets
Els Turcs i Cavallets (turcos y caballeros) son la representación de cuatro turcos, con turbantes y relucientes cimitarras y cuatro caballeros cristianos que ciñen en su cintura unos caballitos de madera. Salen juntos al medio de la plaza, donde forman dos círculos concéntricos, dando comienzo a la batalla al son de la música, compuesta expresamente para este acto. Los moros cargan cinco veces contra los cristianos, haciendo chocar su cimitarra con un trozo de madera que llevan los caballeros. El acto culmina con el acuchillamiento simbólico de los cristianos a los moros.

### Maces
Las maces (mazas) representan unos diablos portadores de una maza rematada con un "fuet" (una especie de petardo largo), que danzan en grupos de a dos junto con San Miguel y el Ángel. Cuando el petardo de la maza estalla el demonio portador cae muerto al suelo. El baile se prolonga hasta que todos los diablos son derrotados y quedan extendidos por el suelo. En la patum de lluïment, la representación consta de ocho mazas y su propia música, mientras que en la patum completa son cuatro las mazas que saltan con el ruido del tabal.

### Àngels
Los Àngels (ángeles) representan a San Miguel y a un acompañante, siendo las fuerzas del bien que rematan a las maces, las fuerzas del mal.

### Las Guitas
Son de aspecto de dragón monstruoso con un largo cuello. El objetivo de las Guitas es perseguir a la gente mientras por su boca sale sin parar el fuego de los petardos. Antiguamente había solo una: la "Guita Grossa" y a finales del siglo XIX se le añadió otra, denominada "Guita Xica" o "Guita boja", que es de menor tamaño.

### El Águila
Considerada la más importante de la Patum, l'Àliga,  es sin duda la figura más señorial, símbolo del poder (representado por la corona ducal que lleva), también lleva el escudo de Berga. Su danza es la más delicada, con un rápido juego de pies, con pausa y solemnidad aumentado al ritmo de la música, para terminar girando sobre sí misma con gran velocidad. En 1957, esta figura se vio involucrada en un accidente que causó la muerte de una persona.

### Els Nans vells
Los nans vells (enanos antiguos) o nanos vells bailan tocando las castañuelas al son de música de vals. Se trata de un elemento incorporado a la Patum en el 1853. Tienen una medida de 60 cm y pesan diez kilos cada uno. Al no contar con una música propia, estos bailan las mismas canciones que los gigantes.

### Los Gigantes
Hay dos parejas de gigantes, los viejos y los nuevos, estos últimos añadidos en 1891. Deleitan al público, sobre todo al infantil, con su majestuosa danza. Son unas figuras de gran peso y altura, hecho que complica la realización de sus bailes.

### Els Nans nous
Els nans nous (enanos nuevos) fueron introducidos el año 1888 para sustituir a los nans vells, que se encontraban en muy malas condiciones. Afortunadamente, fueron restaurados. Representan dos parejas, una mayor y otra joven. Su música es alegre y con aire juguetón.

### Els Plens
El fuego es el elemento más representativo en la fiesta de la Patum y els Plens representan la orgía infernal. Se trata de 100 diablos (vestidos con hierba fresca para protegerse ellos mismos del fuego) con máscara de color verde y nueve fuets cada uno. Este entremés solo actúa en la representación de la noche.

### Los Tirabols
No se trata específicamente de una comparsa, sino de un baile en el que participan las comparsas del Tabal, Guites y Gegants (Gigantes). Los músicos interpretan cuatro tirabols diferentes: El Tirabol, Vals-Jota, la Patumaire y el Patumaire. Se trata del punto final de la Patum, con la unión del pueblo con los Gigantes y las Guites en la que, todos enlazados por el brazo, saltan y danzan sin parar en el sentido contrario de las agujas del reloj. Es la apoteosis final de la fiesta. Cuando los músicos paran, la gente les increpa para que continúen tocando y así poder seguir bailando, hecho que puede repetirse hasta veinte veces. Desde hace unos años, al final de los tirabols, vuelven a bailar las Guites, rematando por fin la Guita Grossa.

## Galería

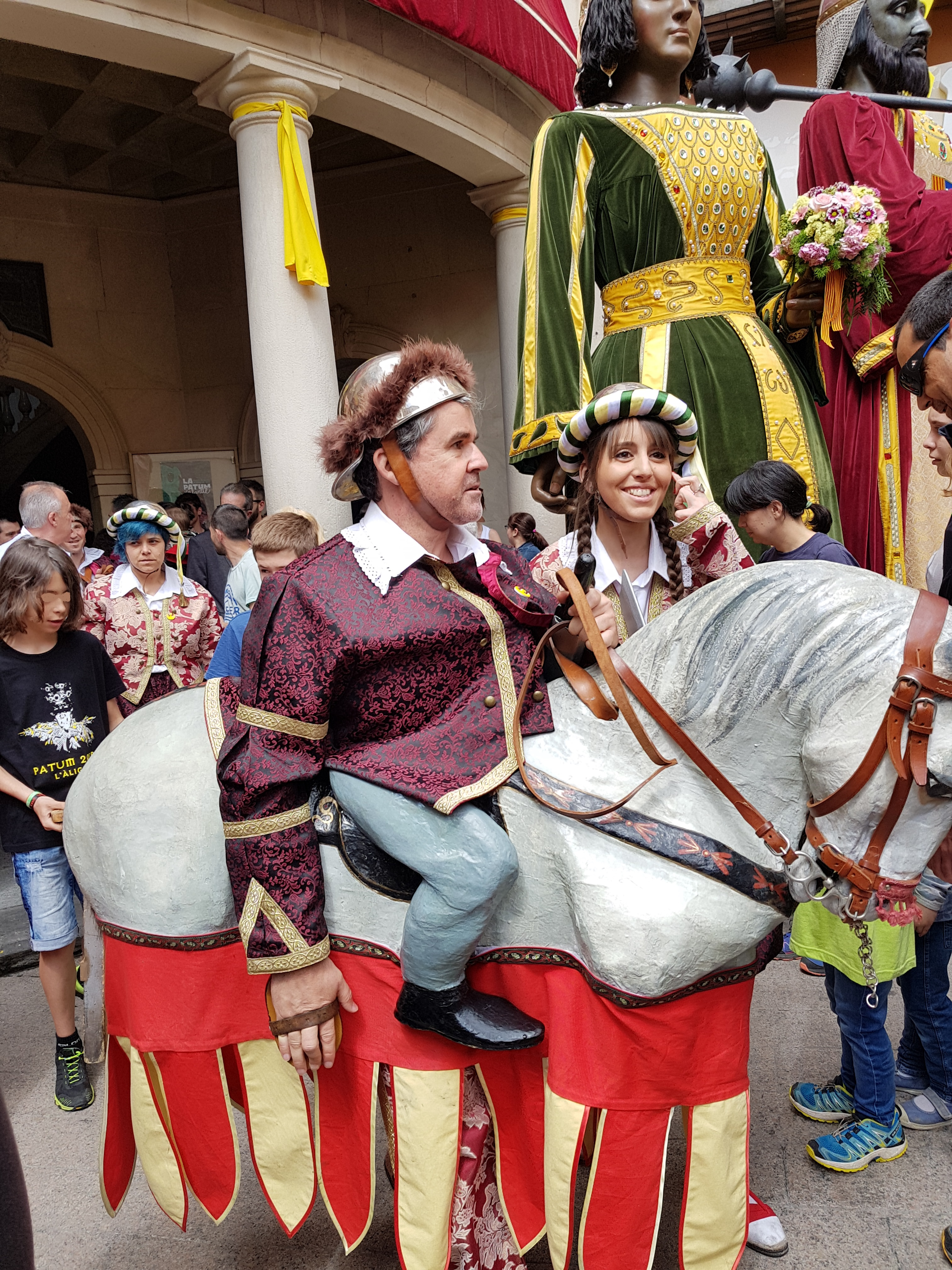
Pareja de turcs i cavallets.
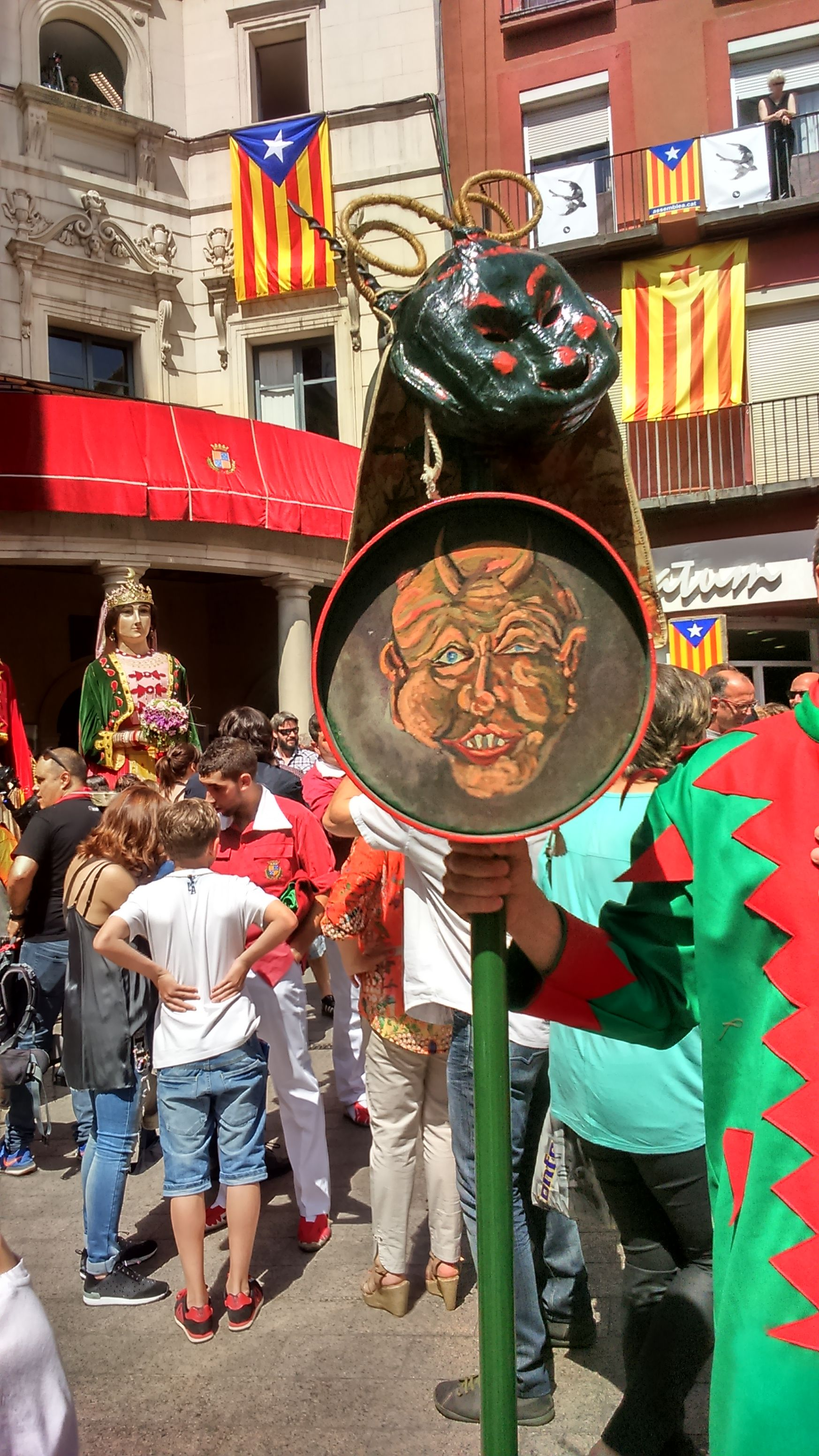
Maza de la Patum, con la vestimenta tradicional.
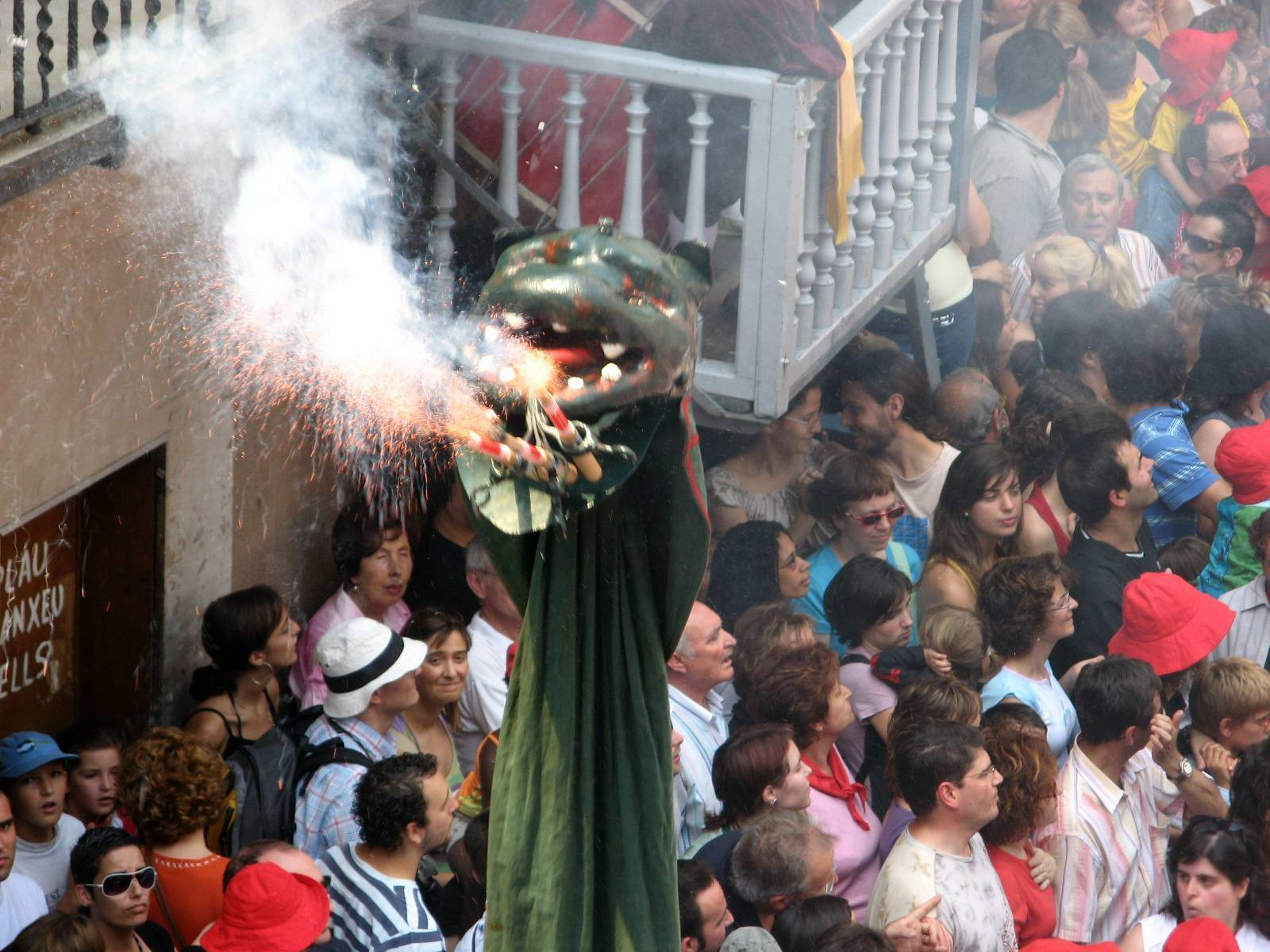
Guita grossa.
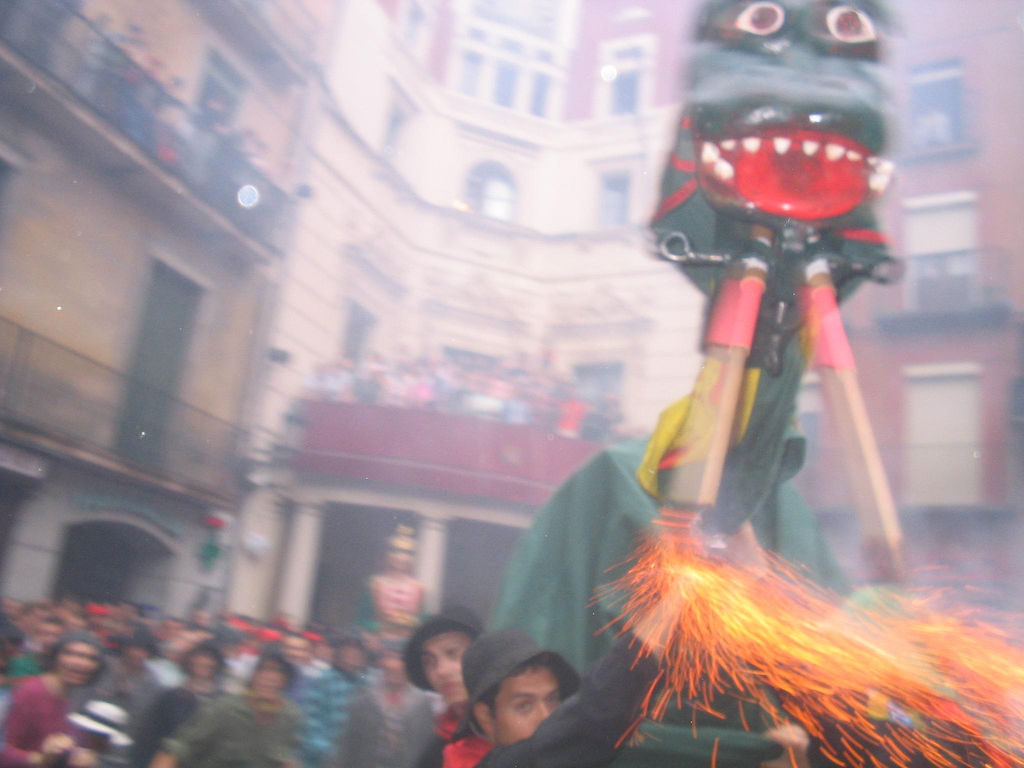
Guita xica o boja.
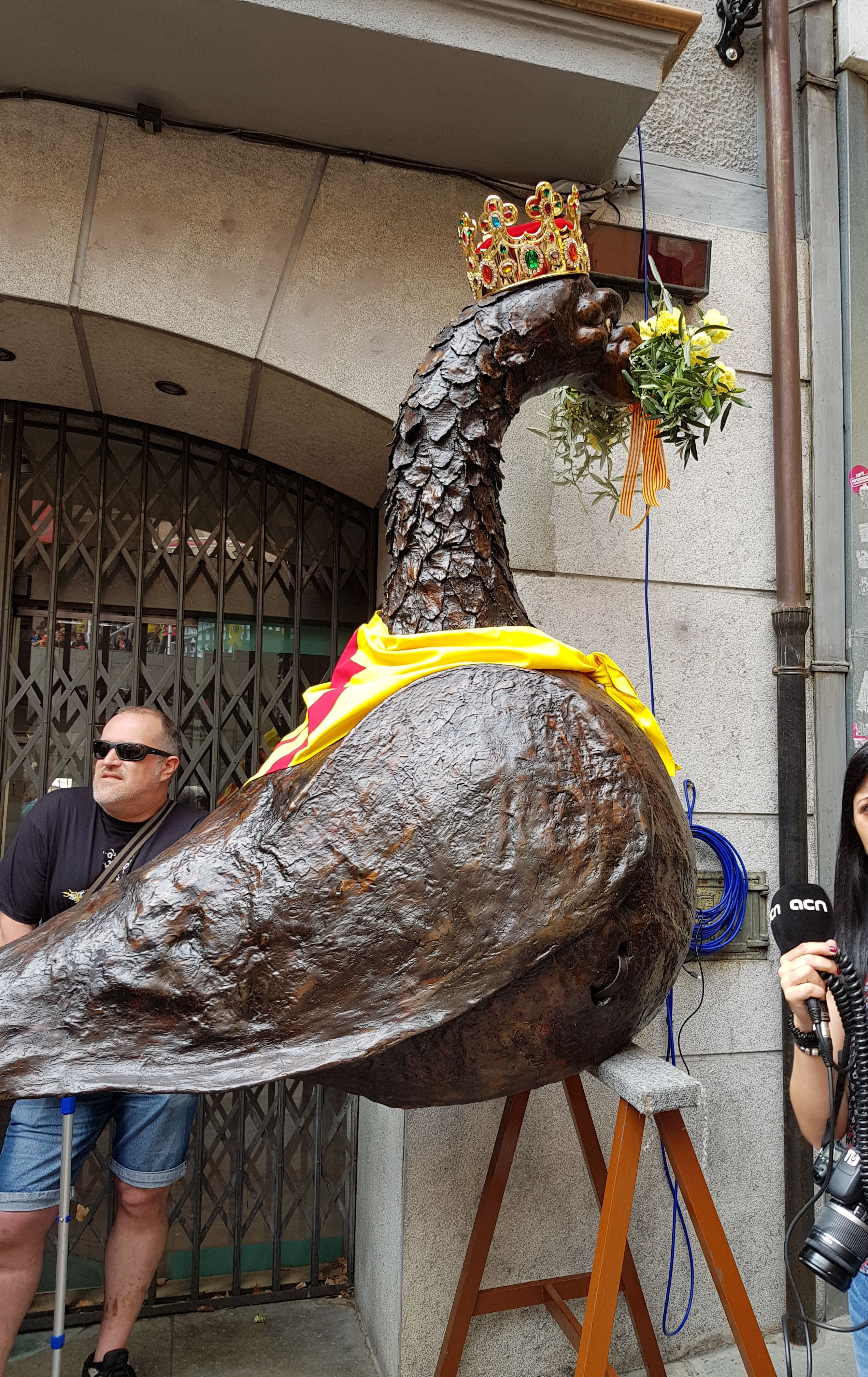
Águila de Berga.
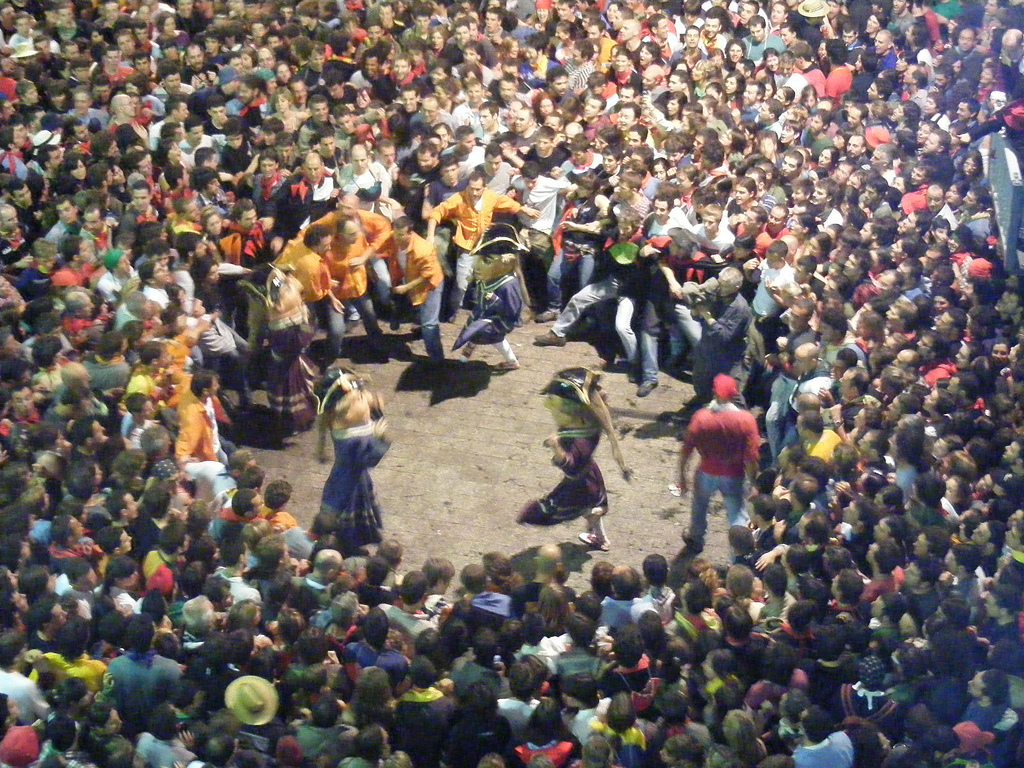
Salt de los nans vells.
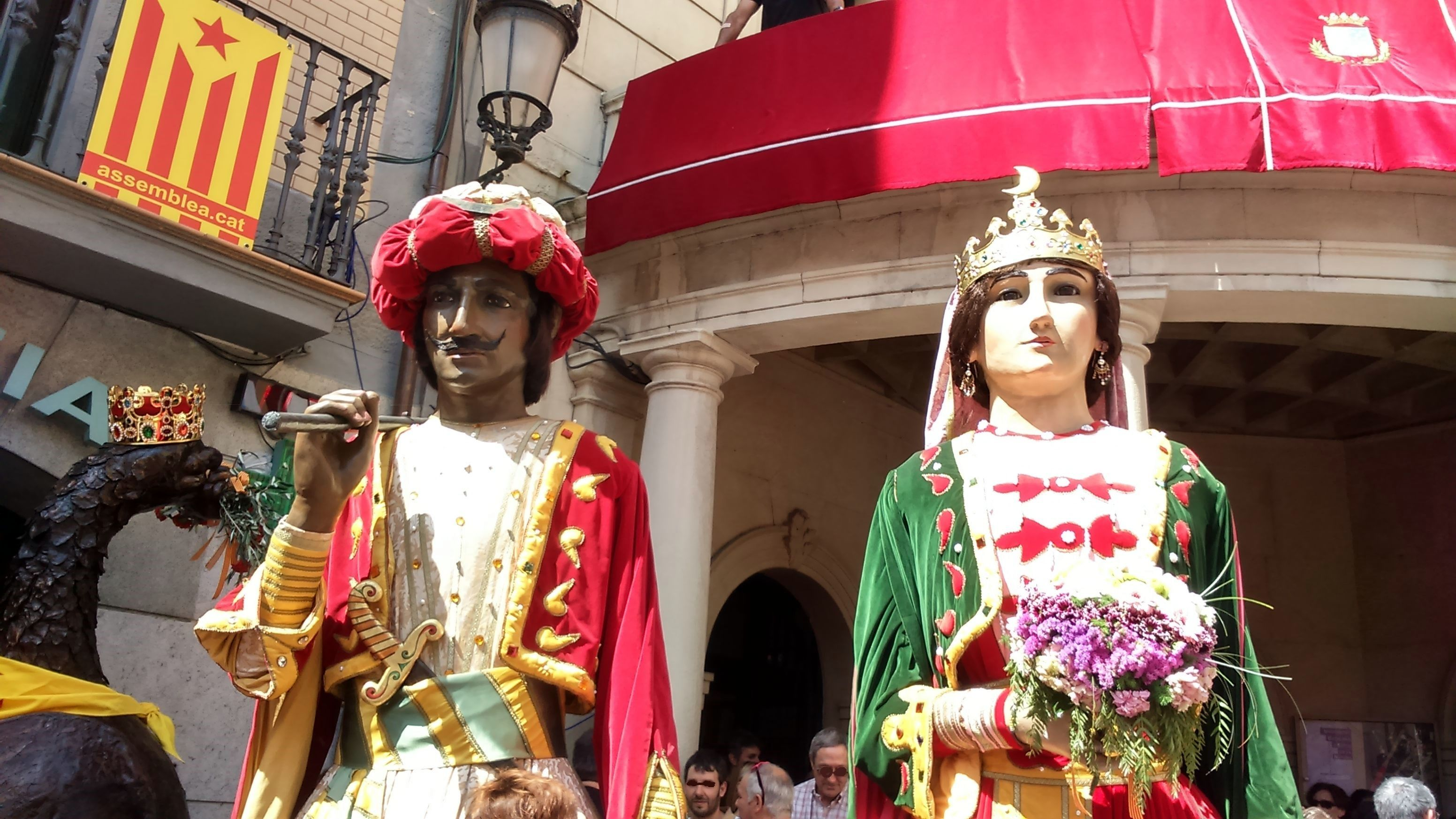
Gegants vells de la Patum de Berga, con su vestimenta antigua.
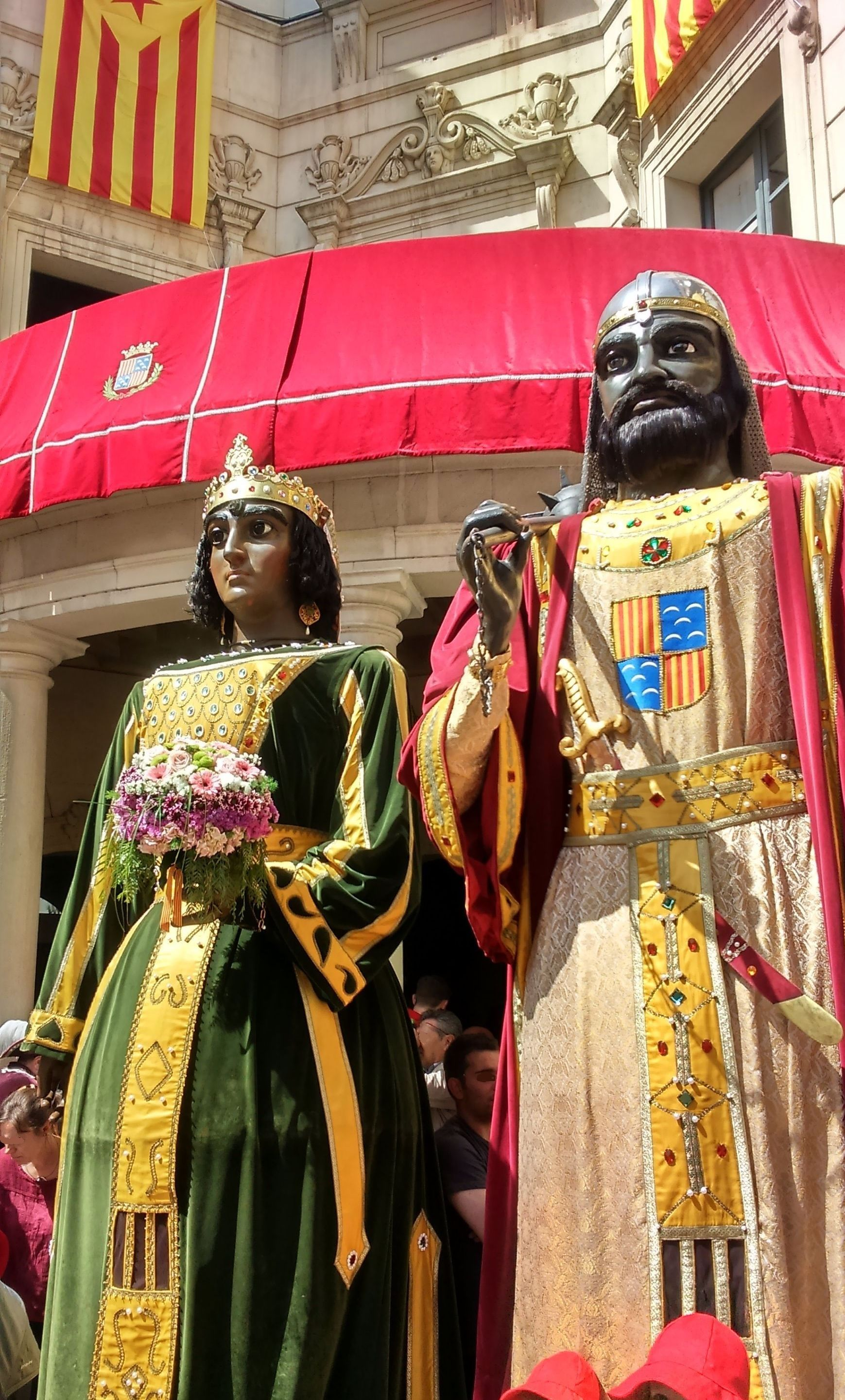
Gegants nous de la Patum de Berga, con su vestimenta antigua
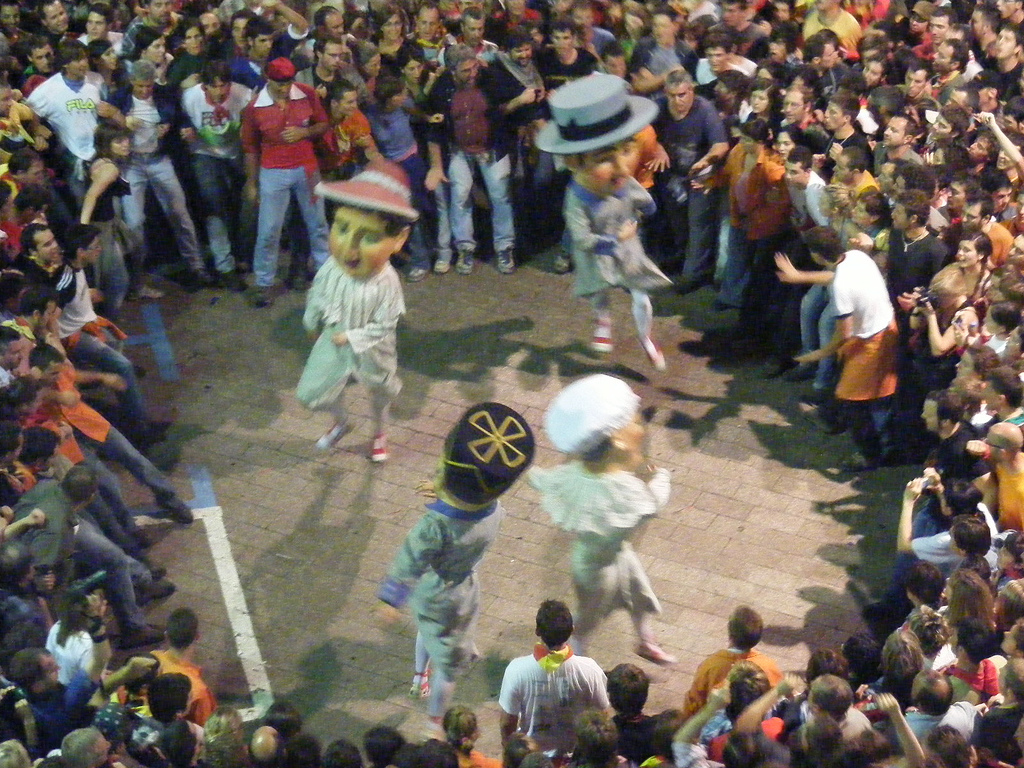
Salt de los nans nous.
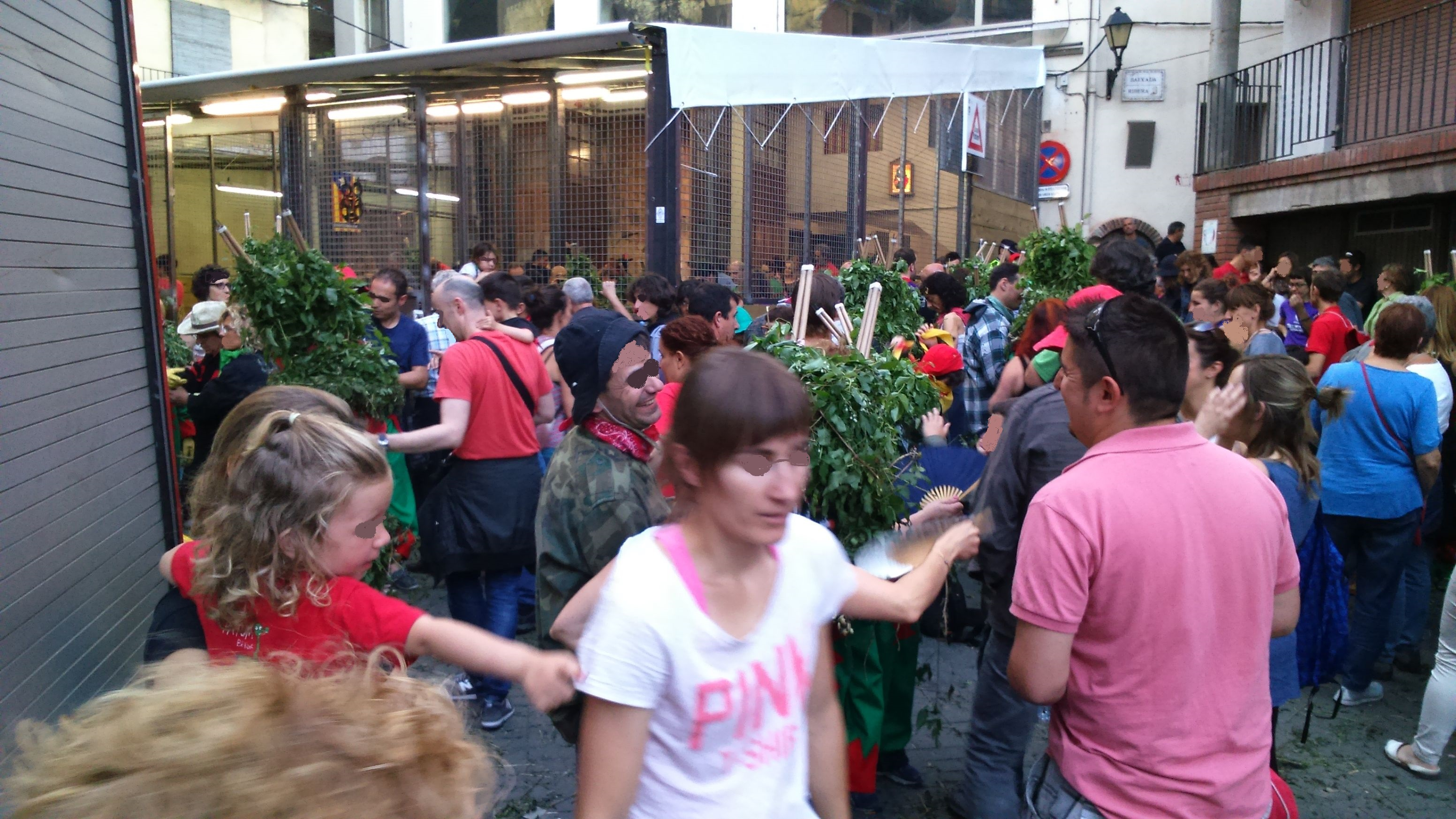
Exterior del vestidor de los plens.